# Wilhelm Dupré

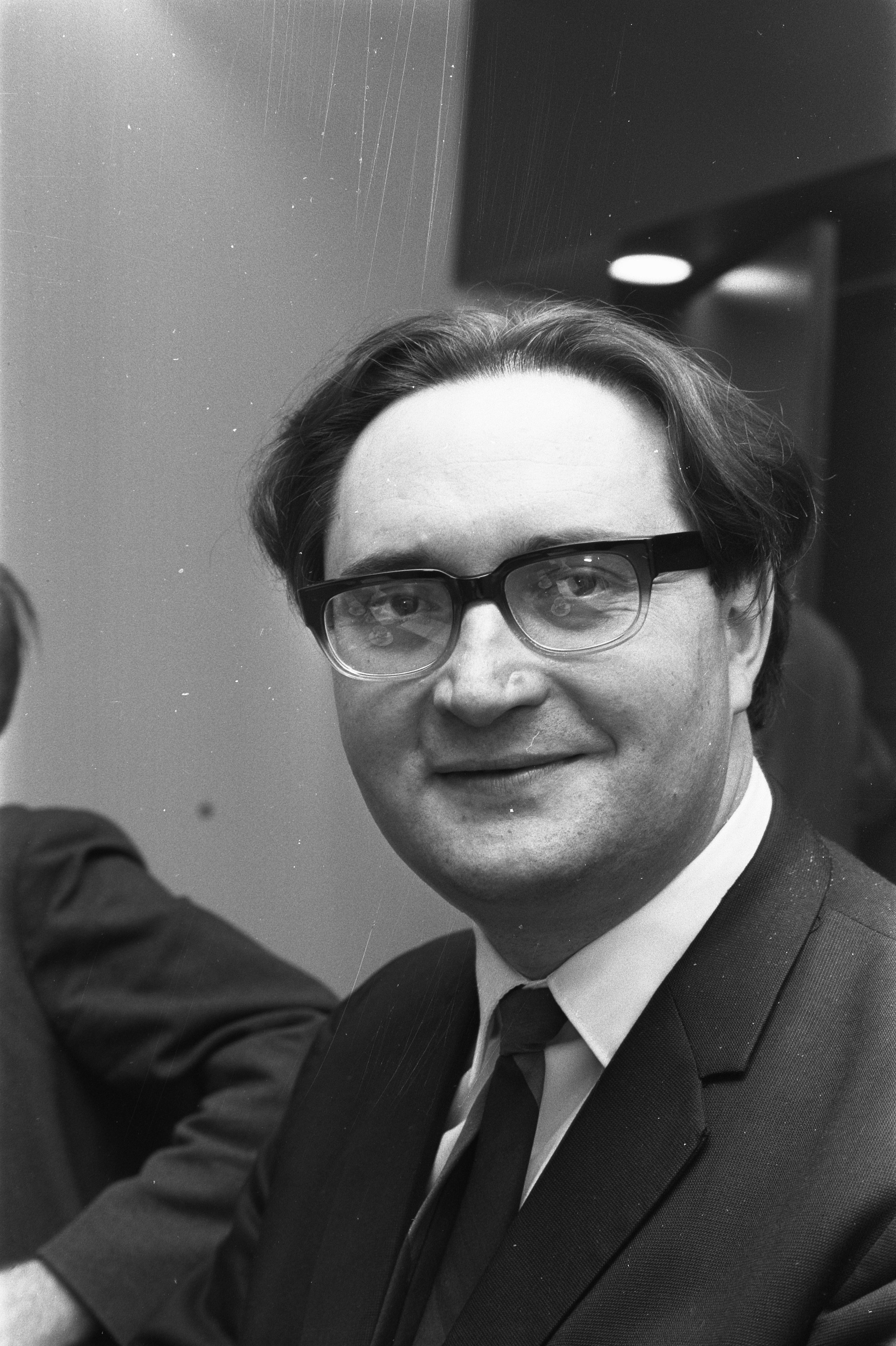
Wilhelm Dupré (1972)

Wilhelm Dupré (* 9. August 1936 in Hermeskeil; † 17. Januar 2024 in Nimwegen) war ein deutscher Religionsphilosoph.

## Studium und akademische Lehre
Dupré studierte von 1955 bis 1963 Philosophie und Völkerkunde an der Hochschule St. Gabriel in Mödling und der Universität Wien. Von 1963 bis 1965 war er Assistent am Philosophischen Institut der Universität Wien. Von 1965 bis 1974 war er Professor der Philosophie an der DePaul University in Chicago. Ab 1974 war er Professor für Religionsphilosophie und Allgemeine Religionswissenschaft an der Universität Nijmegen. 

## Forschungsschwerpunkte
Als Schüler von Leo Gabriel galt sein Hauptinteresse der Religionsphilosophie in ihrer ganzen Breite.
Ein Schwerpunkt seiner Forschungen war Nikolaus von Kues und sein Denken. „Die im Jubiläumsjahr 1964 begonnene dreibändige Übersetzung der philosophisch-theologischen Schriften des Nikolaus von Kues durch Wilhelm und Dietlind Dupré hat sich als außerordentlicher Glücksfall für die Cusanus-Forschung im deutschsprachigen Raum erwiesen. Mit dieser Studienausgabe stand breiten Kreisen von Interessierten erstmals ein lateinisch-deutscher Paralleltext der zentralen Schriften des Nikolaus von Kues zur Verfügung, dessen wesentlicher Vorzug im Vergleich zu anderen Editionen darin besteht, dass die verschiedenen Werke nach einheitlichen Prinzipien übersetzt sind. Dieses Alleinstellungsmerkmal der Dupré-Ausgabe gilt noch heute […]. Hinzu kommt, dass sich die Übersetzung insgesamt bestens bewährt hat.“
Neben seinen lebenslangen Forschungen zu Cusanus entwickelte er eine Religionsphilosophie, die auf dem späten Schelling und der Symboltheorie von Ernst Cassirer aufbaut. Für Dupré ist die Religionsphilosophie eine „philosophia prima“, die immer im Zusammenhang mit der konkreten Religionswissenschaft verstanden werden muss. Die Kategorie des „Mythos“ spielte für diese Auffassung eine zentrale Rolle. 

## Privates
Seit 1963 war er mit Dietlind Kovar verheiratet.